# بولاگانداولا
بولاگانداولا (به لاتین: Bolagandawela) یک منطقهٔ مسکونی در سری‌لانکا است که در استان مرکزی (سری‌لانکا) واقع شده‌است.